# Георги Трайков (духовник)
Вижте пояснителната страница за други личности с името Георги Трайков.
Георги Трайков е български възрожденец, просветен деец и духовник от Македония.

## Биография
Георги Трайков е роден във Велес, тогава в Османската империя. Става учител в родния си град и преподава между 1840 и 1856 година. В 1856 година става свещеник и служи до 1892 година. Председател е на Велешката българска община от 1882 година. В 1885 година и в 1892 година отново е избран за председател на българската община в града.